# 小托馬斯·蓋瑞特
小托馬斯·蓋瑞特（Thomas Garrett, Jr.，1972年3月27日—）是美國的一位政治家和前檢察官，黨籍是共和黨。他現在是維吉尼亞州參議院第22選區選出的參議員。他也代表共和黨參加了2016年美國眾議院選舉維吉尼亞州第五選區的競選。他參政之前曾於美國陸軍服役，官至上尉。